# Ferrari Enzo Ferrari
Der Ferrari Enzo Ferrari war ein zwischen 2002 und 2004 gebauter Supersportwagen des italienischen Herstellers Ferrari. Der zeitweise in puncto Höchstgeschwindigkeit schnellste für die Straße zugelassene Ferrari wurde nach dem Firmengründer Enzo Ferrari benannt. Als direkte und indirekte Vorgänger des Ferrari Enzo Ferrari gelten die Modelle 250 GTO, 288 GTO, F40 und F50. Nachfolger ist der 2013 vorgestellte Ferrari LaFerrari.

## Allgemeines

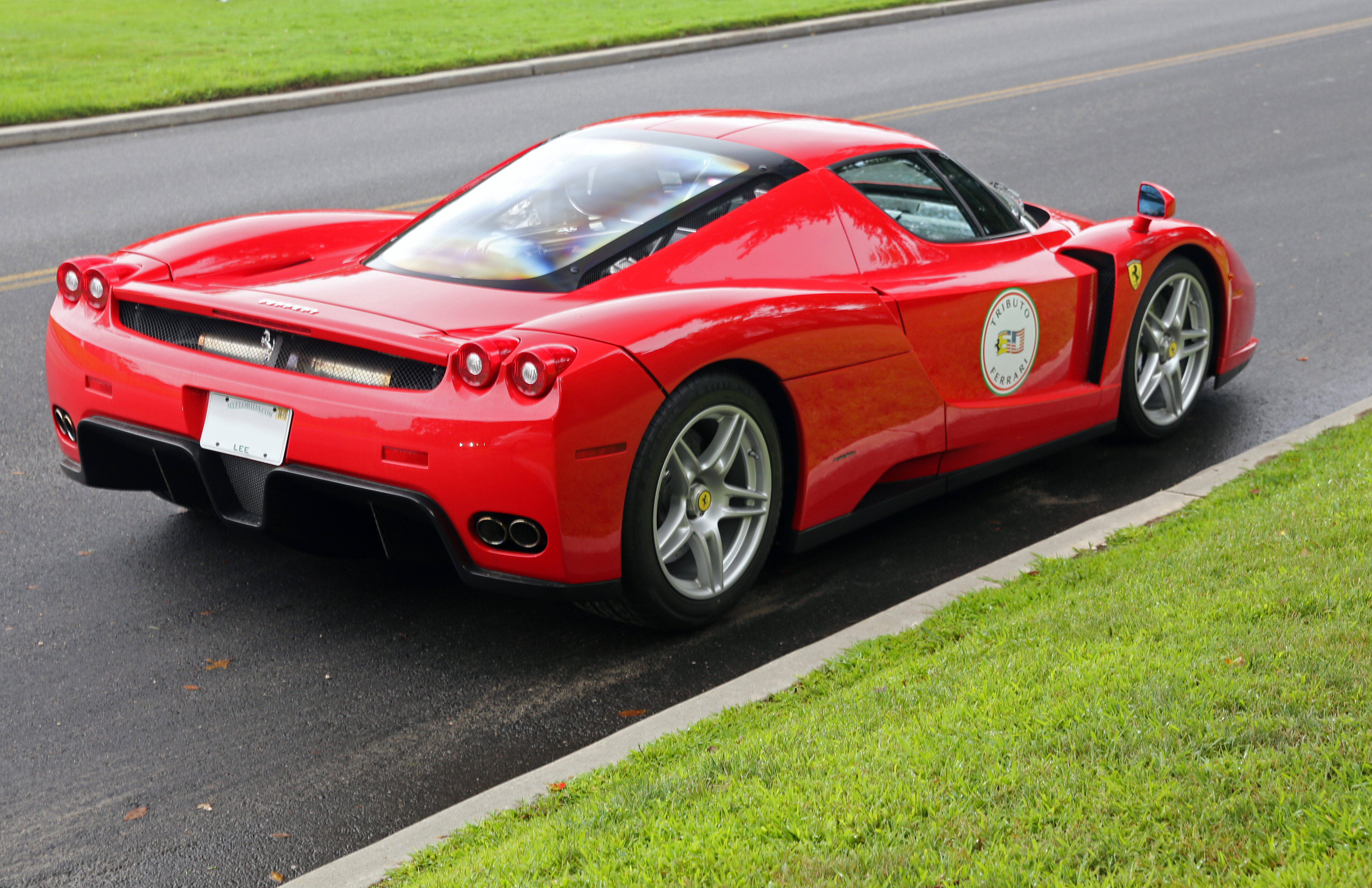
Heckansicht des Ferrari Enzo Ferrari

Dieser Supersportwagen wurde von Pininfarina entworfen und kann mit Fahrzeugen wie dem Saleen S7, McLaren F1, Porsche Carrera GT, Koenigsegg CC8S sowie dem Mercedes-Benz SLR McLaren verglichen werden. Der 6-Liter-Motor des Enzos mit 485 kW (660 PS) wurde auch im MC12 der Tochterfirma Maserati verwendet. Dort leistete der V12-Zylinder 465 kW (632 PS). Zudem gab es eine Rennversion des Enzos namens Ferrari FXX. Im FXX leistete der Motor 588 kW (799 PS), in der Evolutions-Version sogar 632 kW (859 PS).
Der Enzo war ursprünglich als limitierte Produktion von 349 Stück angekündigt worden. Ferrari schickte Einladungen an bestehende Kunden, und alle 349 Autos wurden verkauft, bevor die Produktion startete. Später, nach zahlreichen Anfragen, beschloss Ferrari 50 weitere Enzos zu bauen, was die Gesamtproduktion weltweit auf 399 Stück brachte. Der Grundpreis lag bei etwa 662.000 Euro, der Verkaufspreis mit Zubehör pendelte sich bei etwa 700.000 Euro ein. Der Kauf war nur für ausgewählte Personen möglich, die eine langjährige Beziehung zu Ferrari pflegten. Besonders guten Kunden des Hauses waren 20 sogenannte „Extracampionario“-Exemplare vorbehalten. Dabei handelte es sich um Fahrzeuge, die exklusiv in Nicht-Standardfarben lackiert wurden.

## Produktion
Vor Produktionsbeginn des Serienmodells wurden zu Testzwecken drei Prototypen (M1, M2, und M3) gebaut. Der Prototyp M3 sah einem Ferrari 348 ähnlich, obwohl er im Jahr 2000 gebaut wurde.

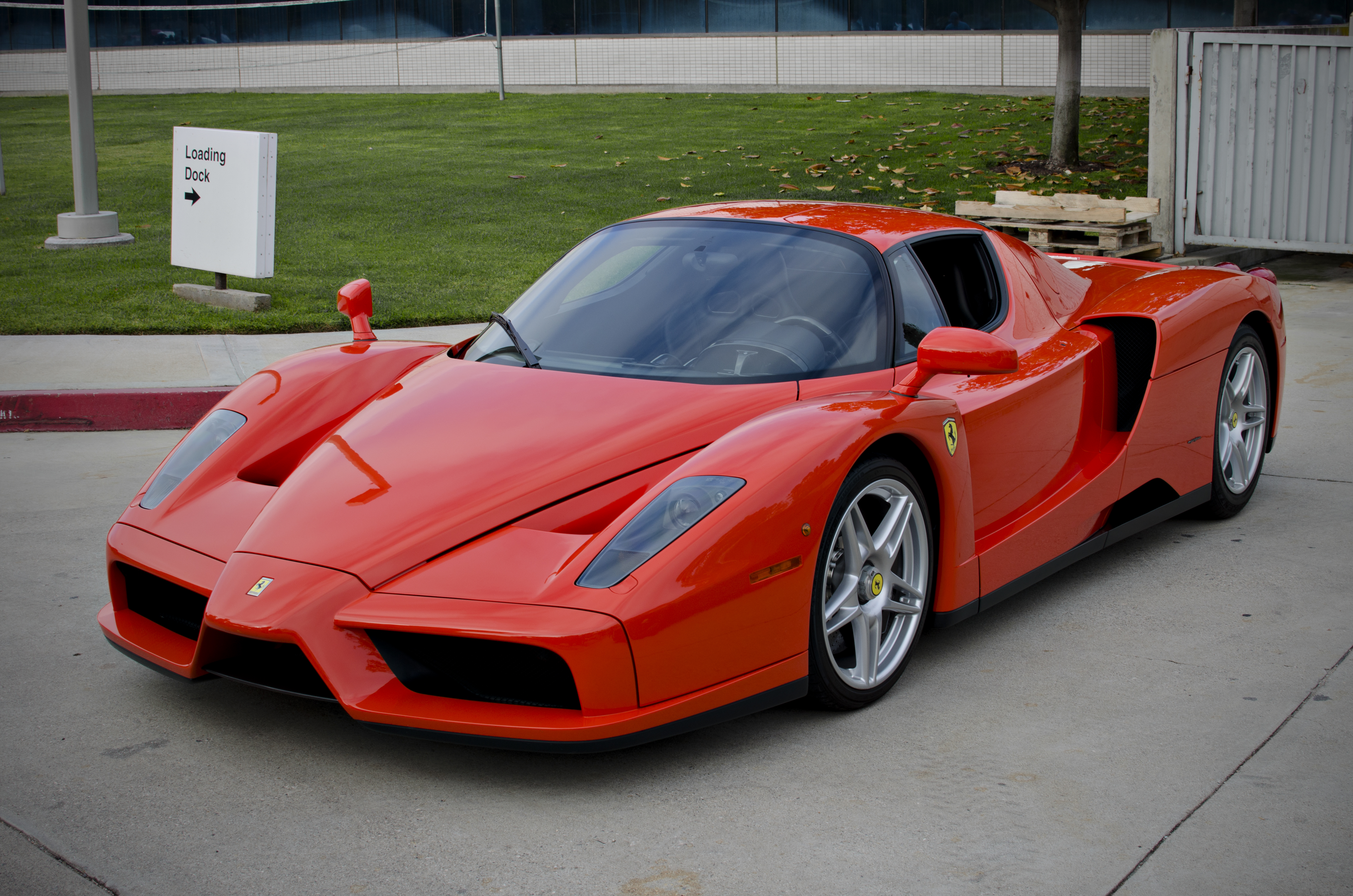
Ferrari Enzo Ferrari

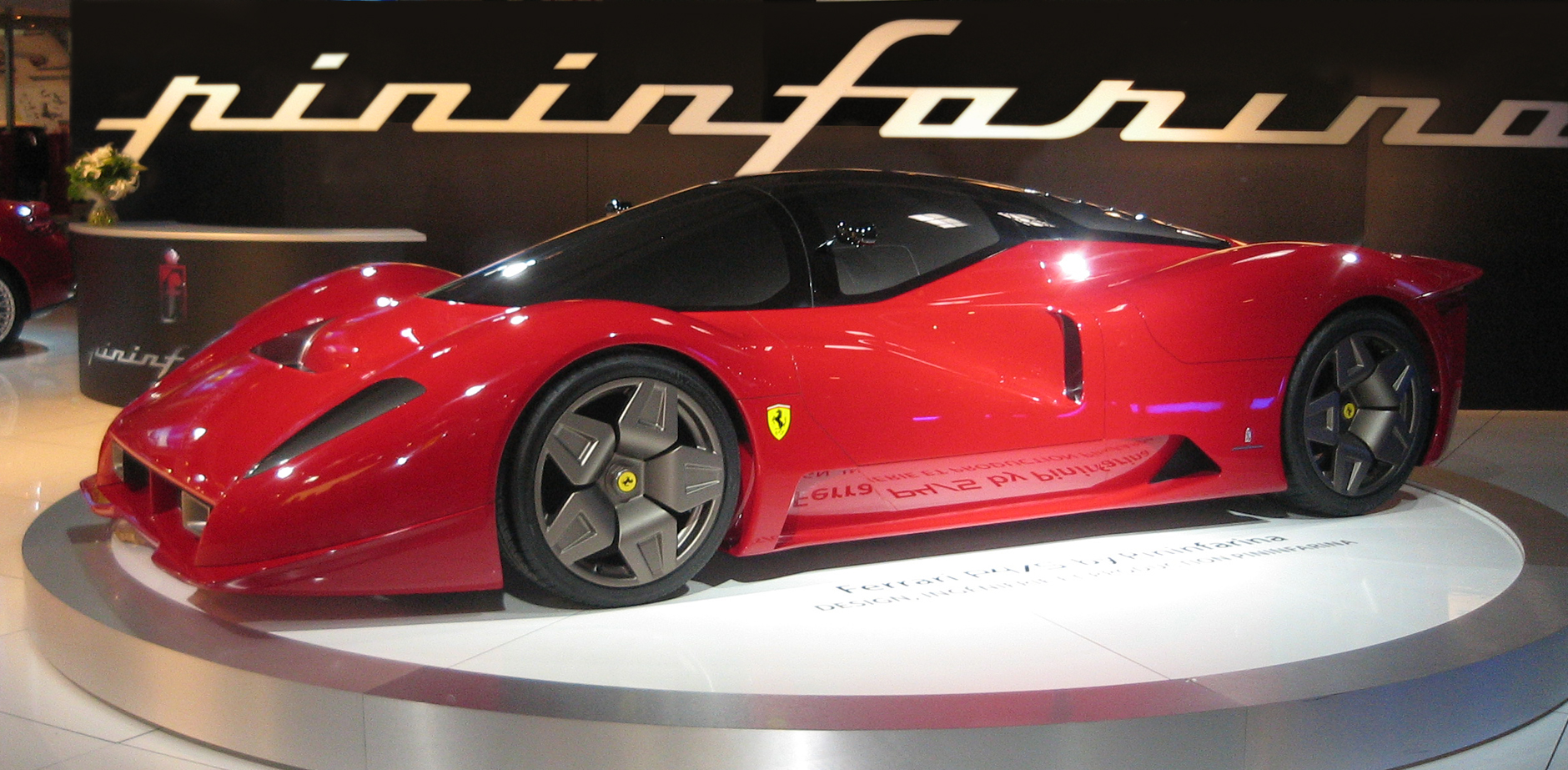
Der auf dem Ferrari Enzo Ferrari basierende „Ferrari P4/5 Pininfarina“ von James Glickenhaus

Beim Bau wurde Formel-1-ähnliche Technologie verwendet, beispielsweise eine Karosserie aus kohlenstofffaserverstärktem Kunststoff, eine sequentielle Gangschaltung, sowie karbonkeramische Bremsscheiben. Des Weiteren wurden Technologien verbaut, die in der Formel 1 nicht erlaubt sind: Nachdem bei 295 km/h die größte Abtriebskraft erreicht wurde, reduziert ein Computer automatisch den Abtrieb bei zunehmender Geschwindigkeit, indem einige Spoilerelemente elektrisch bewegt wurden.
Auf der hauseigenen Teststrecke in Fiorano gab Ferrari eine Rundenzeit von 1:22,3 Minuten für den Enzo an; somit ist der Enzo rund fünf Sekunden schneller als sein direkter Vorgänger, der F50.
Im März 2005 gab Ferrari bekannt, dass ein weiterer Enzo gebaut werden würde, was somit insgesamt 400 Stück ergab. Der Wagen wurde feierlich Papst Johannes Paul II. am 17. Januar 2005 übergeben, wonach der Papst darum bat, das Auto als Spende für die Caritas zu versteigern. Das Auto wurde von Sotheby’s am 28. Juni 2005 versteigert und der Erlös kam den Überlebenden des Tsunamis 2004 zugute. Das Auto mit der Fahrgestellnummer 141920 wurde für 1.055.000 Euro verkauft. Der dritte Prototyp wurde ebenfalls mit dem 400. Enzo im Juni 2005 versteigert und brachte 195.500 Euro ein.
2005 legte Ferrari eine Rennversion auf Basis des Enzos auf, die jedoch für keine FIA-Rennserie homologiert wurde und somit nur im Rahmen von Sonderveranstaltungen wie dem eigens dafür ausgetragenen XX Programme bewegt werden kann. 30 Exemplare des 588 kW (800 PS) starken FXX wurden an ausgewählte Kunden verkauft; das letzte davon an Michael Schumacher. Im Preis von etwa 1,5 Millionen Euro waren ein Fahrsicherheitstraining und mehrere Testfahrten auf internationalen Rennstrecken enthalten.
Der amerikanische Milliardär James Glickenhaus ließ sich im Jahre 2006 einen Enzo von Pininfarina zum Ferrari P4/5 umbauen.

## Technische Daten

### Motor

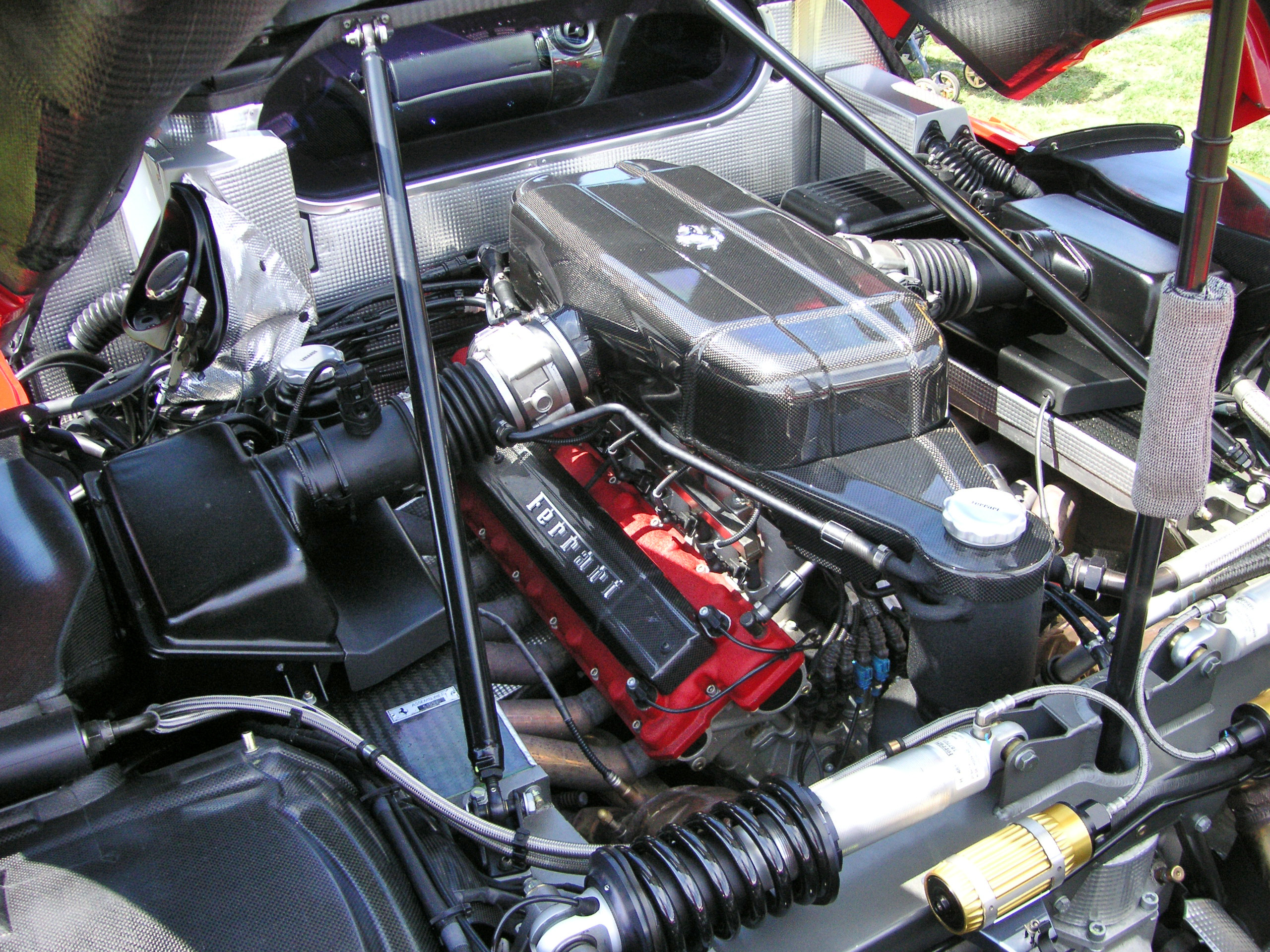
V12-Motor F140 des Ferrari Enzo Ferrari

Der untypische Zylinderwinkel von 65 Grad wurde von Ferrari-Formel-1-Motoren der 1990er Jahre übernommen. Motorblock und Zylinderkopf bestehen aus Aluminium, die Zylinderlaufbahnen sind mit Nikasil beschichtet.
- Hubraum: 5998 cm³
- Bohrung × Hub: 92,0 mm × 75,2 mm
- Bauform: V-Motor
- Zylinder: 12
- Zylinderbankwinkel: 65°[2]
- Ventile: 48
- Nockenwellen: 4
- Leistung kW (PS) bei 1/min: 485 (660) bei 7800
- Drehmoment bei 1/min: 657 Nm bei 5500
- max. Drehzahl 1/min: 8200
- Literleistung: 110,0 (PS/Liter)
- Antriebsart: Mittelmotor mit Hinterachsantrieb
- Getriebe: 6-Gang sequenziell

### Fahrwerk
- Bremsen vorn u. hinten: 380,9 mm (innenbelüftet und gelocht)
- Radgröße: 9J × 19/13J × 19
- Reifen: 245/35 ZR 19 vorn, 345/35 ZR 19 hinten (Bridgestone RE050A Potenza Scuderia)

### Maße und Gewichte
- Spur vorne: 1651 mm
- Spur hinten: 1661 mm
- Radstand: 2650 mm
- Leergewicht: 1365 kg
- Leistungsgewicht DIN: 2,10 kg/PS

### Fahrleistungen
- Beschleunigung 0–100 km/h: 3,94 s[5]
- Beschleunigung 0–130 km/h: 5,71 s[5]
- Beschleunigung 0–160 km/h: 8,04 s[5]
- Beschleunigung 0–200 km/h: 10,64 s[5]
- Beschleunigung 0–300 km/h: 26,1 s
- Höchstgeschwindigkeit: 355 km/h[6]

## Zulassungszahlen
Zwischen 2003 und 2006 sind in Deutschland insgesamt 57 Enzo Ferrari neu zugelassen worden. Mit 27 Einheiten war 2004 das erfolgreichste Verkaufsjahr.
|  |

|  |

|  |

|  |

|  |

|  |

|  |

|  |

|  |

|  |

|  |

|  |

|  |

|  |

|  |

|  |

|  |

|  |

|  |

|  |

|  |

|  |

|  |

|  |

|  |

|  |

|  |

|  |

|  |

|  |

|  |

|  |

|  |

|  |

|  |

|  |

|  |

|  |

|  |

|  |

|  |

|  |

|  |

|  |

|  |

|  |

|  |

|  |

|  |

|  |

|  |

|  |

|  |

|  |

|  |

|  |

|  |

|  |

|  |

|  |

|  |

|  |

|  |

|  |

|  | Coupé (57) |

|  | Coupé (57) |

## Zitate
“The gap between this and the Mercedes-McLaren SLR is as wide as the gap between Michael Schumacher and David Coulthard. This is now the performance benchmark. This is the speed king. This is the division bell between the ordinary and the absolutely astonishing.”

„Die Kluft zwischen diesem Auto und dem Mercedes-McLaren SLR ist so groß wie die Kluft zwischen Michael Schumacher und David Coulthard. Dies ist nun der Performance-Maßstab. Dies ist der König der Geschwindigkeit. Dies ist die Division Bell zwischen dem Gewöhnlichen und dem absolut Erstaunlichen.“

“Big speeds are incredibly easy in the Enzo. It’s like the car is covered in a special layer of Teflon, allowing it to slip effortlessly through the cool night air. In fact, this side of a Veyron, I can’t think of a car that builds speed quite as easily as the Enzo. You do need to be alert, though, as it feels nervous at high speeds, thanks mainly to the ultra-sharp steering.”

„Hohe Geschwindigkeiten zu erreichen ist im Enzo unglaublich einfach. Es ist, als wäre das Auto mit einer speziellen Teflonbeschichtung überzogen, die es ihm ermöglicht, mühelos durch die kühle Nachtluft zu gleiten. Tatsächlich fällt mir kein Auto vor dem Veyron ein, welches Geschwindigkeit so einfach aufbaut wie der Enzo. Du musst allerdings aufmerksam sein, denn bei hohen Geschwindigkeiten fühlt er sich dank der ultra-scharfen Lenkung nervös an.“

## Trivia
Zu den zahlreichen prominenten Besitzern eines Ferrari Enzo gehören bzw. gehörten unter anderem Tommy Hilfiger, Zlatan Ibrahimović, Jay Kay, Ralph Lauren, Nick Mason, Pharrell Williams und Eric Clapton. Letzterer wurde 2002 auf dem Weg von Maranello nach London von der Pariser Polizei mit einer Geschwindigkeit von 233 km/h in seinem Enzo auf einer Landstraße erwischt.